# Loggia

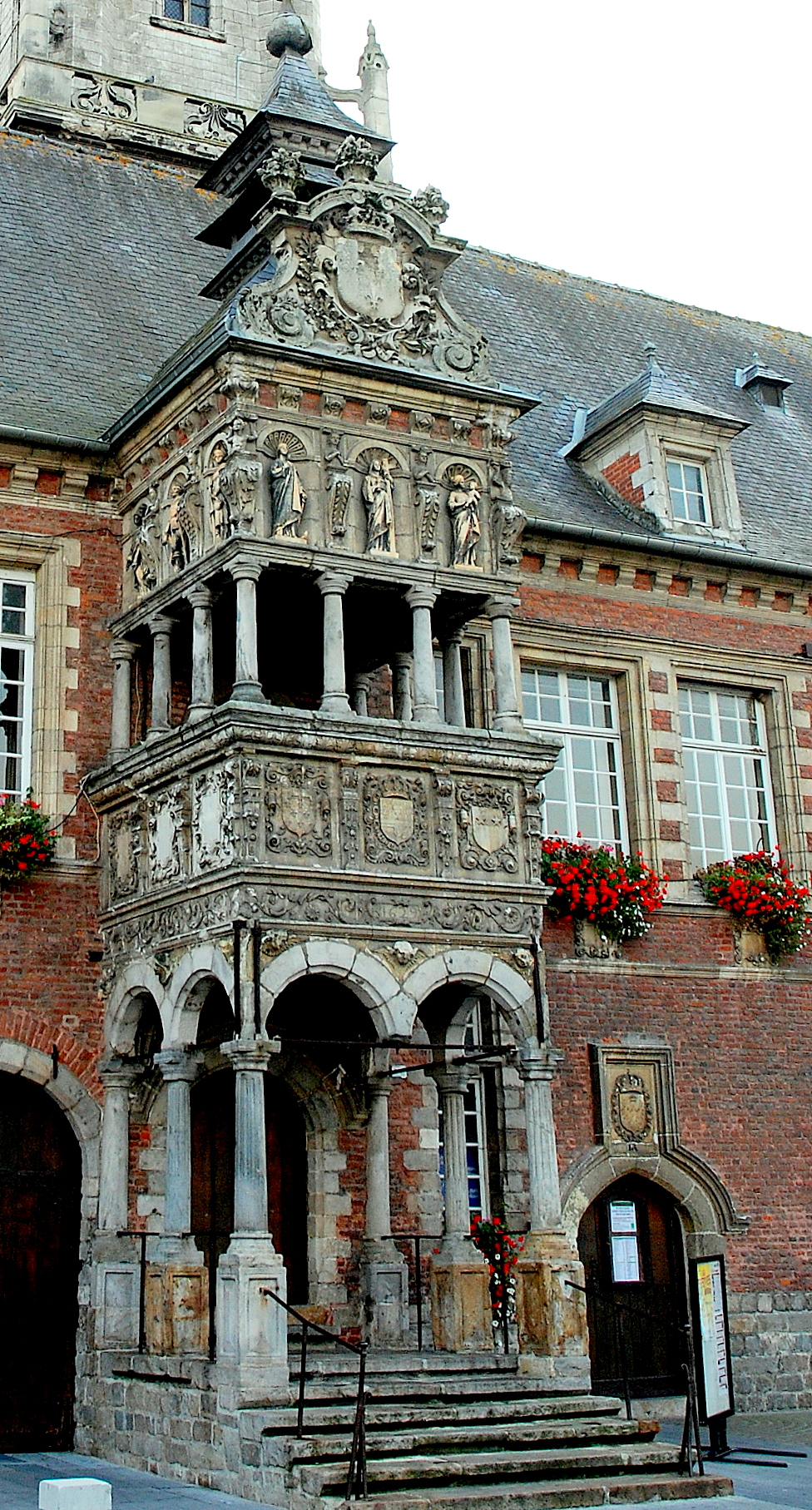
Loggia van het voormalig paleis van Maria van Hongarije te Hesdin

Een loggia is een open ruimte of galerij, vroeger door zuilen of pilaren gedragen. De loggia is soms voorzien van een borstwering of balustrade.
De loggia kan zowel in een gebouw zijn opgenomen als er los van staan. Een moderne variant op de inpandige versie komt men nog vaak tegen: een balkon dat binnen het (schuine) dakvlak valt, wordt ook loggia genoemd.
De loggia was sterk in de mode in de renaissance. In het bijzonder in Florence, Italië is de loggia veel toegepast, vaak op hoeken van huizen of op de bovenste verdieping, direct onder het dak. Een beroemd voorbeeld is de Loggia dei Lanzi.